# William Tenn

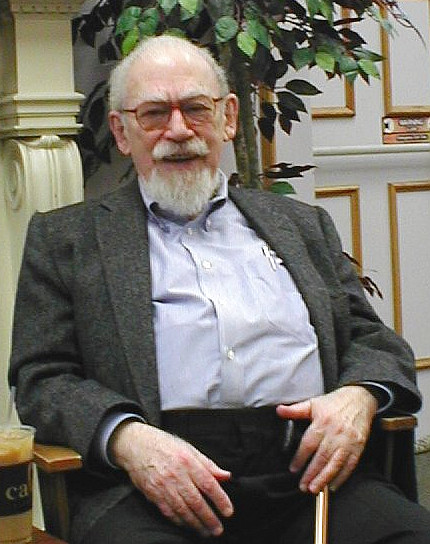
William Tenn (2002)

William Tenn (eigentlich Philip Klass; * 9. Mai 1920 in London; † 7. Februar 2010 in Mount Lebanon, Pennsylvania) war ein US-amerikanischer Science-Fiction-Schriftsteller und Literaturwissenschaftler.

## Leben
Tenn kam mit seiner Familie 1922 in die Vereinigten Staaten. Er diente während des Zweiten Weltkrieges in der US Army und begann nach der Entlassung mit dem Schreiben von Science-Fiction. Er war Angestellter der Bell Laboratories und unterrichtete ab den sechziger Jahren am State College of Pennsylvania englische und vergleichende Literatur. Seit 1988 lebte er in Mount Lebanon.
Er schrieb 1945 seine erste SF-Story, war ein Vertreter des so genannten Golden Age der Science-Fiction und galt als der bedeutendste Satiriker des Genres jener Zeit.
Invasionen von Planeten, sei es die der Menschen auf anderen Planeten (z. B. Venus and the Seven Sexes), sei es die von Aliens auf der Erde (z. B. The Liberation of Earth), verlaufen stets anders als in traditionellen SF-Klischees; gleichzeitig stellen diese Erzählungen häufig eine Kritik an der zeitgenössischen Gesellschaft und Politik dar.
Auch Tenns Entwürfe zukünftiger Gesellschaften auf der Erde zeugen von einem scharfen Blick für menschliche Schwächen: In Eastward Ho! sind nach dem Zusammenbruch des Gesellschaftssystems die Indianer wieder überlegen, während die Europäer zurückgedrängt werden; The Masculinist Revolt stellt eine Abrechnung mit männlichem und weiblichem Chauvinismus dar.
Die New England Science Fiction Association, Inc., kurz NESFA, hat 2001 und 2004 unter dem Titel Immodest Proposals und Here Comes Civilization Tenns gesamtes Kurzgeschichtenwerk und die längeren belletristischen Texte veröffentlicht. Seine Essays sind im dritten Band Dancing Naked gesammelt.
1999 wurde Tenn mit dem SFWA Award als Author Emeritus geehrt. Für sein Lebenswerk als Science-Fiction-Autor erhielt er 2006 den Forry Award.
2010 ist Tenn im Alter von 89 Jahren gestorben.

## Bibliografie
Romane
- Of Men and Monsters, Ballantine Books 1968, OCLC 5086030
  - Von Menschen und Monstren, Heyne Science Fiction & Fantasy #3290, 1972, Übersetzerin Gretl Friedmann, DNB 720145813

Sammlungen
- Of All Possible Worlds, Ballantine Books 1955, OCLC 317417092
  - Mögliche Welten, Heyne SF&F #3333, 1973, Übersetzer Heinz Nagel, DNB 740084526
- The Human Angle, Ballantine Books 1955, OCLC 773231889
  - Der menschliche Standpunkt, Heyne SF&F #3313, 1972, Übersetzerin Gretl Friedmann, DNB 730368092
- Time in Advance, Bantam Books 1958, OCLC 314994320
  - Die Welt der Zukunft, Pabel Utopia Zukunft #249, 1966, Übersetzer Heiner H. Boeck, DNB 458317217
- The Seven Sexes, Ballantine Books 1968, OCLC 2180514
  - Das Robothaus, Heyne SF&F#3297, 1972, Übersetzer Heinz Nagel, DNB 730232778
- The Square Root of Man, Ballantine Books 1968, OCLC 2180541
  - Venus — Planet für Männer, Heyne SF&F #3341, 1973, Übersetzerin Gretl Friedmann, DNB 740074288
- The Wooden Star, Ballantine Books 1968, OCLC 2180746
  - Null-P, Heyne SF&F #3349, 1973, DNB 740074091
- Dancing Naked: The Unexpurgated William Tenn (2004, Essays)

The Complete Science Fiction of William Tenn
- Bd. 1: Immodest Proposals, NESFA Press 2001, ISBN 1-886778-19-1
- Bd. 2: Here Comes Civilization, NESFA Press 2001, ISBN 1-886778-28-0

Kurzgeschichten
Wird bei Kurzgeschichten als Quelle nur Titel und Jahr angegeben, so findet sich die vollständige Angabe bei der entsprechenden Sammelausgabe.
- Anecdote (1939)
- Eleven P.M. (1939)
- The Apotheosis of John Chillicothe (1939)
- Alexander the Bait (1946)
  - Deutsch: Alexander, der Lockvogel. In: Venus — Planet für Männer. 1973.
- Child’s Play (1947)
  - Deutsch: Der Menschenbaukasten. In: Das Robothaus. 1972. Auch als: Kinderspiel. In: Hans Joachim Alpers, Werner Fuchs (Hrsg.): Die Vierziger Jahre II. Hohenheim (Edition SF im Hohenheim Verlag), 1983, ISBN 3-8147-0033-3.
- Mistress Sary (1947)
- Errand Boy (1947)
  - Deutsch: Der Botenjunge. In: Das Robothaus. 1972.
- Me, Myself, and I (1947, auch als Kenneth Putnam)
- Confusion Cargo (1947, auch als Kenneth Putnam)
  - Deutsch: Ein Flug mit Hindernissen. In: Venus — Planet für Männer. 1973.
- Dud (1948, als Kenneth Putnam)
- The House Dutiful (1948)
  - Deutsch: Das Robothaus. In: Das Robothaus. 1972.
- Consulate (1948)
  - Deutsch: Der Mars-Konsul. In: Venus — Planet für Männer. 1973.
- Brooklyn Project (1948)
  - Deutsch: Das Projekt Brooklyn. In: Robert Silverberg (Hrsg.): Die Mörder Mohammeds. Marion von Schröder (Science Fiction & Fantastica), 1970.
- The Ionian Cycle (1948, auch als Castaway Planet, 1950, als E. V. Zinns)
- The Human Angle (1948)
  - Deutsch: Der menschliche Standpunkt. In: Der menschliche Standpunkt. 1972.
- Venus and the Seven Sexes (1949)
- The Remarkable Flirgleflip (1950, auch als Flirgleflip, 1950)
  - Deutsch: Der Flirgelflipper. In: Mögliche Welten. 1973.
- The Puzzle of Priipiirii (1950)
- The Last Bounce (1950)
- A Lamp for Medusa (1951, auch als Medusa Was a Lady!)
- Generation of Noah (1951, auch als The Quick and the Bomb, 1951)
  - Deutsch: Noahs Kinder. In: Null-P. 1973.
- Null-P (1951)
  - Deutsch: Null-P. In: Null-P. 1973.
- Betelgeuse Bridge (1951)
  - Deutsch: Besuch vom Beteigeuze. Übersetzt von Thomas Schlück. In: Walter Ernsting (Hrsg.): Galaxy 8. Heyne SF&F #3093, 1967. Auch als: Besuch von Beteigeuze. Übersetzt von Yoma Cap. In: Null-P. 1973.
- A Matter of Frequency (1951)
- Hallock’s Madness (1951)
- Venus Is a Man’s World (1951)
  - Deutsch: Venus — Planet für Männer. In: Venus — Planet für Männer. 1973.
- Everybody Loves Irving Bommer (1951)
  - Deutsch: Alle Welt liebt Irving Bommer. In: Mögliche Welten. 1973.
- The Jester (1951)
- "Will You Walk a Little Faster?" (1951)
  - Deutsch: Das Angebot. Übersetzt von Yoma Cap. In: Null-P. 1973. Auch als: Wollt ihr nicht ein bißchen schneller gehen?. Übersetzt von Rosemarie Hundertmarck. In: Isaac Asimov, Martin Greenberg, Joseph Olander (Hrsg.): Fragezeichen Zukunft. Moewig (Playboy Science Fiction #6736), 1984, ISBN 3-8118-6736-9.
- Firewater (1952)
- The Deserter (1953)
  - Deutsch: Der Deserteur. In: Null-P. 1973.
- Ricardo's Virus (1953)
- The Liberation of Earth (1953)
  - Deutsch: Die Befreiung der Erde. Übersetzt von Thomas Schlück. In: James Sallis (Hrsg.): Das Kriegsbuch. Peter Hammer, 1972, ISBN 3-87294-032-5. 1973. Auch als: Die Befreiung der Erde. Übersetzt von Heinz Zwack. In: Mögliche Welten. 1973.
- The Custodian (1953)
  - Deutsch: Der Bewahrer. In: Mögliche Welten. 1973.
- Project Hush (1954)
  - Deutsch: Pst! Feind hört mit!. In: Lothar Heinecke (Hrsg.): Galaxis Science Fiction, #12. Moewig, 1959. Auch als: Unternehmen Pst. In: Der menschliche Standpunkt. 1972.
- The Tenants (1954)
  - Deutsch: Die neuen Mieter. In: Mögliche Welten. 1973.
- Down Among the Dead Men (1954)
  - Deutsch: Im Reich der Toten. In: Lothar Heinecke (Hrsg.): Galaxis Science Fiction, #10. Moewig, 1958. Auch als: Unter Toten. In: Mögliche Welten. 1973. Auch als: Drunten bei den Toten. Übersetzt von Heinz Nagel. In: Brian W. Aldiss, Wolfgang Jeschke (Hrsg.): Titan 22. Heyne SF&F #4118, 1984, ISBN 3-453-31078-0.
- Party of the Two Parts (1954)
  - Deutsch: Der galaktische Verbrecher. Übersetzt von H. P. Lehnert. In: Hans Stefan Santesson (Hrsg.): Die heimlichen Invasoren. Moewig (Terra Nova #165), 1971. Auch als: Der Zweigeteilte. In: Der menschliche Standpunkt. 1972.
- Murdering Myra (1955)
- The Servant Problem (1955)
  - Deutsch: Das Dienerproblem. In: Der menschliche Standpunkt. 1972.
- The Flat-Eyed Monster (1955)
  - Deutsch: Das flachäugige Monster. Übersetzt von Walter Ernsting. In: Walter Ernsting (Hrsg.): Galaxy 6. Heyne SF&F #3077, 1966. Auch als: Das flachäugige Ungeheuer. In: Der menschliche Standpunkt. 1972.
- The Discovery of Morniel Mathaway (1955)
  - Deutsch: Besuch aus dem Jahre 2487. Übersetzt von Walter Ernsting. In: Walter Ernsting (Hrsg.): Galaxy 5. Heyne SF&F #3068, 1966. Auch als: Grüße aus dem Jahr 2487. In: Der menschliche Standpunkt. 1972.
- The Sickness (1955)
- It Ends with a Flicker (1956, auch als Of All Possible Worlds, 1956)
  - Deutsch: Die bessere Welt. In: Null-P. 1973.
- Wednesday’s Child (1956)
  - Deutsch: Mittwochs Kind. In: Der menschliche Standpunkt. 1972. Übersetzt von Margaret Meixner. Auch als: Mittwochskind. In: John Carnell (Hrsg.): Panoptikum des Schreckens. Pabel (Vampir Taschenbuch #6), 1974.
- A Man of Family (1956)
  - Deutsch: Ein Mann mit Familie. In: Der menschliche Standpunkt. 1972.
- Time in Advance (1956)
- She Only Goes Out at Night… (1956)
  - Deutsch: Geliebter Vampir. In: Venus — Planet für Männer. 1973. Auch als: Denn sie geht nur nachts aus…. Übersetzt von Brigitte Peterka. In: Charles G. Waugh, Martin Greenberg (1941–2011) (Hrsg.): Vampire. Bastei Lübbe Allgemeine Reihe #13134, 1988, ISBN 3-404-13134-7.
- Winthrop Was Stubborn (1957, auch als Time Waits for Winthrop, 1957)
- The Dark Star (1957)
  - Deutsch: Der Marsflug. In: Null-P. 1973.
- Sanctuary (1957)
  - Deutsch: Asyl in der Zukunft. In: Das Robothaus. 1972.
- Eastward Ho! (1958)
  - Deutsch: Das freie Land. In: Null-P. 1973.
- Lisbon Cubed (1958)
  - Deutsch: Paradies der Spione. In: Null-P. 1973.
- The Malted Milk Monster (1959)
  - Deutsch: Das Eiskrem-Ungeheuer. In: Das Robothaus. 1972.
- The Men in the Walls (1963)
- Bernie the Faust (1963)
  - Deutsch: Bernie. In: Das Robothaus. 1972.
- The Masculinist Revolt (1965)
- My Mother Was a Witch (1966)
  - Deutsch: Meine Mutter, die Hexe. In: Venus — Planet für Männer. 1973.
- The Lemon-Green Spaghetti-Loud Dynamite-Dribble Day (1967, auch als Did Your Coffee Taste Funny This Morning?, 1967)
  - Deutsch: Der zitronengrüne, spaghettilaute Tag. In: Venus — Planet für Männer. 1973.
- The Bugmaster (1968)
- On Venus, Have We Got a Rabbi (1974)
  - Deutsch: Wir haben einen Rabbi auf der Venus. Übersetzt von Horst Pukallus. In: Wolfgang Jeschke (Hrsg.): Science Fiction Story Reader 9. Heyne SF&F #3574, 1978.
- There Were People on Bikini, There Were People on Attu (1983)
- The Enormous Totthache (1985)
- The Girl with Some Kind of Past. And George. (1993)
  - Deutsch: Der Ruhm der Familie. Und George. Übersetzt von Walter Brumm. In: Friedel Wahren (Hrsg.): Asimovs Science Fiction 50. Folge. Wir haben einen Rabbi auf der Venus #5921, 1997.
- The Ghost Standard (1994)

Anthologien (als Herausgeber)
- Children of Wonder (1953, auch als Outsiders: Children of Wonder, 1954)
- Once Against the Law (1968, mit Donald E. Westlake)
- A Lamp for Medusa / The Players of Hell (1968, mit Dave Van Arnam)
- Whom the Gods Would Slay / The Men in the Walls (2013, mit Paul W. Fairman)